# 白烂猫
白爛貓是麻糬爸為即時通訊軟體LINE创作的貼圖人物。

## 簡介
作者從小就對畫圖有極高的熱忱，即使他「上課沒認真上課，都在畫畫」，家人依然全心全力支持他的興趣。兒時畫的漫畫全都是麻糬爸的原創故事，偵探辦案、恐龍出沒⋯等，各式各樣題材都有，反倒是麻糬爸念到復興商工快畢業時才發現「想要靠畫畫維持自己的生活，真的有點不太容易。」
在尚未確定未來方向之前，麻糬爸選擇繼續升學，白天在市場幫媽媽做生意，晚上至大學夜間部讀空間設計，經過一段時間才驚覺，學校教的與他想要的有所落差。
畢業退伍後，麻糬爸曾試著找設計相關工作卻屢屢碰壁；因緣際會之下，開始在夜市販賣男裝及寵物用品，後來因故結束營業。遂興起再重回設計行業的念頭，此時正好Line公開徵求原創貼圖，才讓麻糬爸起心動念「畫一個屬於自己的貼圖」，於是挖出高中時用的繪圖板，一筆一筆拾回繪畫的熱忱。
第一組作品為所飼養的法國鬥牛犬「麻糬」發想繪出「法鬥麻糬肥吱吱」，個性溫柔又多愁善感，但朋友覺得這不是麻糬爸，建議他將自己的內心世界融入在作品中，冷言冷語的臭跩貓以及愛嗆聲的白爛貓就此誕生。其中角色對話直白嗆辣，某種程度解放了上班族的內心苦悶與大眾對生活的無奈。當中的點子皆為日常生活所見與朋友聊天內容。
目前麻糬爸的貼圖在台灣、港澳以及東南亞都掀起了一股「白爛」炫風，直白又有趣的白爛貓深受各年齡族群的喜愛。麻糬爸在台灣也舉辦了多次大型展覽，高黏著度使他成為家喻戶曉的知名創作者。
「臭跩貓愛嗆人3」此組貼圖奪下2016年上半年度全球百大貼圖排行榜第4名，白爛貓系列也奪下2017年度台灣Line原創貼圖銷售第1名。
白爛貓除了貼圖外也有眾多實體商品上市。2017年12月在松山文創園區舉辦「白爛貓超有事特展」，將平面貼圖立體化。
2019台灣文博會，麻糬爸受官方邀請，於現場舉辦簽名見面會。
麻糬爸「白爛貓隨你填貼圖」上架，成為台灣第一位推出隨你填系列的貼圖創作者。

## 角色
- 白爛貓（暱稱：爛爛），性別：男，生日2015年12月2日（射手座），是一隻橘色虎斑貓，个性白爛浮誇，極度自戀，直白不做作，喜歡好吃懶做，討厭、害怕星期一[6]。
- 臭跩猫（暱稱：跩跩），性別：男，生日2015年10月6日（天秤座），是一隻灰色虎斑異國短毛貓，个性高傲冷酷，不愛搭理人，刀子嘴豆腐心，愛玩手機是個暖男。
- 麻糬（暱稱：糬糬），性別：女，生日2013年8月3日（獅子座），是個天然呆的鬥牛犬，是一個個性善良體貼的小可愛。
- 那條魚（暱稱：魚魚），白爛貓手中的魚，寵物兼儲備糧食。
- 那隻雞，自以為是鶴的雞，所以會飛。
- 星期一～星期日

## 爭議事件
- 2016年8月30日，同樣以貓咪為主角的貼圖作者「妙可大王」控告白爛貓抄襲事件[7]。
- 2017年2月2日，檢方認定「白爛貓」與「妙可大王」兩者角色個性有差距，且無法憑「妙可大王」貼圖先推出，就認定麻糬爸有抄襲。因此將麻糬爸不起訴[8]。
- 2018年6月23日，有詐騙集團趁LINE公司週年活動贈送貼圖時聲稱亦可以得到白爛貓貼圖，實際詐騙個資的事件[9]。

## 外部連結
- 麻糬爸愛亂畫的Facebook專頁
- 那條魚 That Fish的Facebook專頁
- 白爛貓雜貨舖 Lan Lan Cat Shop的Facebook專頁
- YouTube上的麻糬爸 Mochi Dad頻道
- 麻糬爸的Instagram
- 那條魚的Instagram